# Eugen Hoffmann
Pour les articles homonymes, voir Hoffmann.

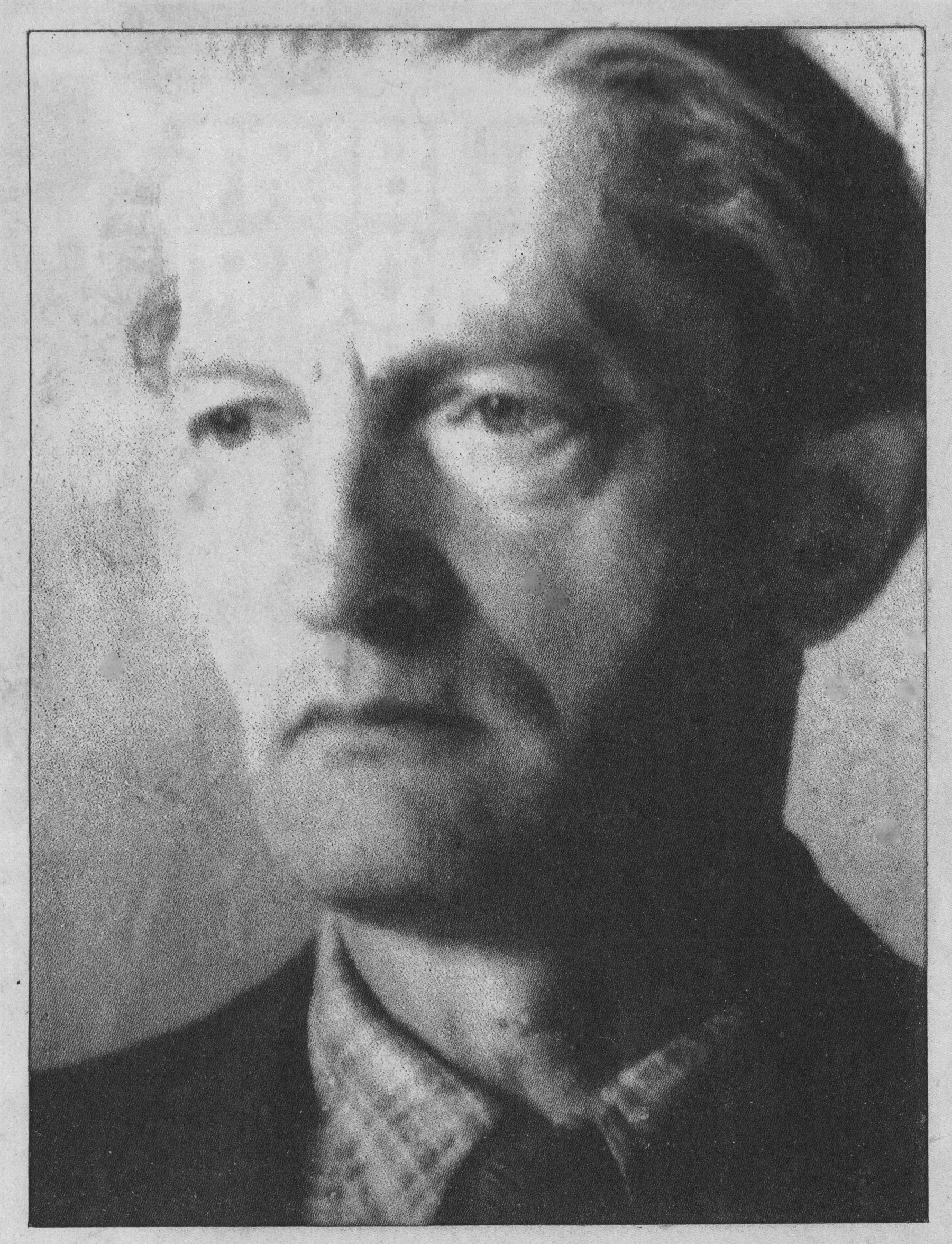
Eugen Hoffmann - German Artist/Sculptor

Eugen Hoffmann, né à Dresde (royaume de Saxe) le 27 septembre 1892 et mort dans cette ville le 1er juillet 1955, est un sculpteur et graphiste allemand.

## Biographie

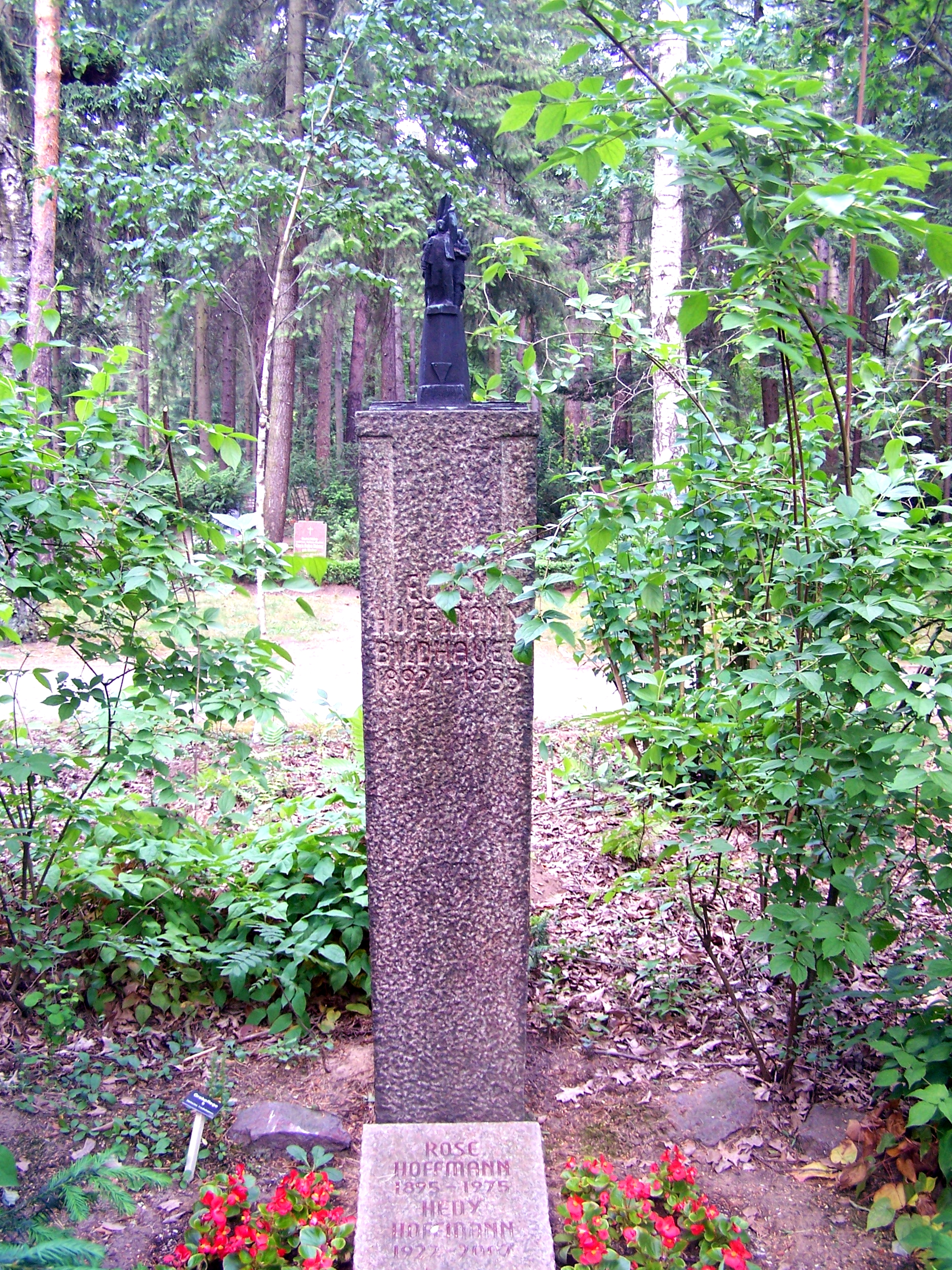
Sépulture d'Eugen Hoffmann au Heidefriedhof à Dresde.